# Helmut Vorreiter
Helmut Vorreiter (polonisiert: Helmut Foreiter; * 11. Februar 1958 in Zellin; † 14. Februar 2008 in Berlin) war ein polnischer Fußballspieler deutscher Herkunft.

## Karriere
Der junge Helmut Vorreiter machte 13 Jugendnationalspiele für die Auswahlmannschaften Polens. 1976 wechselte er von MKS Kluczbork zum polnischen Erstligisten der Ekstraklasa Ruch Chorzów. Mit denen feierte er den größten Erfolg seiner Karriere, er wurde polnischer Meister 1979. Insgesamt bestritt er 57 Ligaspiele für Chorzów, in denen er 4 Tore schoss. Zur Folgesaison wechselte er zu Piast Gliwice, mit denen er in der 2. Liga spielte. Dort kam er zu 39 Einsätzen und 19 Toren. 1981 wechselte er nach Deutschland in die Bundesliga zu SV Darmstadt 98, als er mit seinen Eltern und Geschwistern nach Deutschland umsiedelte. Unter dem Trainer Werner Olk debütierte Vorreiter bei den Lilien am ersten Spieltag, als er in der 67. Minute im Spiel gegen Arminia Bielefeld eingewechselt wurde. Vorreiter blieb die ganze Saison Ergänzungsspieler, er wurde regelmäßig ein- und ausgewechselt und kam auf 25 Einsätze und 2 Tore im deutschen Oberhaus. Zum Ende der Saison 1981/82 stiegen die Darmstädter als Tabellenvorletzter ab. In den beiden Folgejahren spielte er weiter in Darmstadt, bevor er zum Liganeuling VfR Bürstadt wechselte und ein weiteres Jahr in der zweiten Liga spielte. Zum Ende der Saison stieg Vorreiter mit Bürstadt in die Oberliga ab. Seine Zeit als Fußballspieler ließ er im Amateurbereich auslaufen, er spielte bei FV Weinheim, Olympia Lorsch, TSV Auerbach, FSV Rimbach und zuletzt bei der Tvgg Lorsch.

## Sonstiges
Nach seinem Ableben veranstaltet sein ehemaliger Verein, die Tvgg Lorsch, das Helmut-Vorreiter-Gedächtnisturnier.